# Eutelesia vulgaris
Eutelesia vulgaris là một loài bướm đêm thuộc phân họ Arctiinae, họ Erebidae.